# Slovak International 2007
Die Slovak International 2007 im Badminton fanden vom 27. bis zum 30. September 2007 statt.

## Sieger und Platzierte
| Disziplin    | Gold                                | Silber                                  | Bronze                                   |
| ------------ | ----------------------------------- | --------------------------------------- | ---------------------------------------- |
| Herreneinzel | Dmytro Zavadsky                     | Sune Gavnholt                           | Jeppe Lund                               |
| Herreneinzel | Dmytro Zavadsky                     | Sune Gavnholt                           | Andrej Ashmarin                          |
| Dameneinzel  | Anne Hald                           | Mariya Martynenko                       | Elena Shimko                             |
| Dameneinzel  | Anne Hald                           | Mariya Martynenko                       | Olga Golovanova                          |
| Herrendoppel | Zvonimir Đurkinjak Jakub Bitman     | Ivan Sozonov Anton Ivanov               | Anton Nazarenko Andrej Ashmarin          |
| Herrendoppel | Zvonimir Đurkinjak Jakub Bitman     | Ivan Sozonov Anton Ivanov               | Andriy Diptan Vitaliy Konov              |
| Damendoppel  | Elena Shimko Tatjana Bibik          | Elena Chernyavskya Anastasia Prokopenko | Sophia Hansson Emelie Lennartsson        |
| Damendoppel  | Elena Shimko Tatjana Bibik          | Elena Chernyavskya Anastasia Prokopenko | Camilla Overgaard Lotte Bonde            |
| Mixed        | Anton Nazarenko Elena Chernyavskaya | Andrej Ashmarin Elena Shimko            | Mateusz Szalankiewicz Natalia Pocztowiak |
| Mixed        | Anton Nazarenko Elena Chernyavskaya | Andrej Ashmarin Elena Shimko            | Neven Rihtar Matea Čiča                  |